# Commissariat général du Plan
Cet article concerne l'administration ayant existé en France entre 1946 et 2006. Pour le poste créé en France en 2020, voir Haut-commissaire au plan (France). Pour l’administration au Maroc, voir Haut-commissariat au plan (Maroc).
Pour les articles homonymes, voir CGP.
Le commissariat général au Plan ou commissariat général du Plan (CGP) est une institution française ayant existé de 1946 à 2006, chargée de définir à titre indicatif la planification économique du pays, notamment via des plans quinquennaux.
Il est la continuation de réflexions sur la planification commencées avec X-Crise et poursuivies pendant le régime de Vichy.
Le Plan cesse d'être un organe de planification pour prendre en 2006 le nom de « Centre d'analyse stratégique » (CAS) puis, en 2013, celui de commissariat général à la Stratégie et la Prospective, plus connu sous le nom de France Stratégie.
Le 1er septembre 2020, le poste de haut-commissaire au plan est créé, mais sans administration propre.

## Historique

### Création
Le commissariat général au Plan est créé le 3 janvier 1946 par le général de Gaulle. Il bénéficie alors d'une sorte d'unanimité nationale. Jean Monnet est le premier à occuper ce qu'il désigne lui-même comme « la fonction indéfinissable de Commissaire au Plan ». Le commissariat général au Plan est composé de 160 personnes : 20 % de fonctionnaires et 80 % de chargés de mission contractuels [Quand ?].
De Gaulle rattache directement le commissariat général au Plan au chef du gouvernement, ce qui a presque toujours été le cas depuis, sauf dans les périodes où un ministre ou secrétaire d'État a le Plan dans ses attributions.
Dès 1946, Gaston Palewski affecte au Conseil du Plan l'hôtel de Vogüé, situé rue de Martignac dans le 7e arrondissement de Paris. Pendant près de quarante années, la prévision et la concertation constituent l'identité essentielle du Plan.

### Remises en question
En octobre 1986, le ministre de la Fonction publique, du Plan, et de l'Économie sociale, Hervé de Charette, propose de substituer un commissariat de la Stratégie au commissariat au Plan. Les oppositions ont été nombreuses : Pierre Massé dit par exemple que « supprimer le Plan au nom d'un libéralisme impulsif serait priver le pouvoir d'une de ses armes contre la dictature de l'instant ». Le projet ne se concrétise pas, mais l'idée, elle, subsiste.
Le président Mitterrand aborde le sujet du Plan en Conseil des ministres à peine réélu en 1988. Il y souligne l'intérêt stratégique des Plans, qui fut de donner à l’État une vision claire des capacités de son économie : « Les pays qui réfléchissent à leur avenir sont en avance sur les autres. Une nation a le droit de savoir où elle va [...]  J'ai vu avec beaucoup de tristesse le Plan perdre pratiquement jusqu'à toute réalité au cours des dernières années. [...] La planification fait partie des instruments principaux de la réussite de la France d'ici à la fin du siècle ».
La fin des plans quinquennaux en 1993 — cette « ardente obligation », pour reprendre la formule célèbre du général de Gaulle — ébranle l'identité du Commissariat.

### Fin du commissariat au Plan
Le 26 octobre 2005 le Premier ministre, Dominique de Villepin, annonce vouloir supprimer le commissariat général au Plan et créer en remplacement un Centre d'analyse stratégique également sous la tutelle directe du Premier ministre. Le 28 octobre, le commissaire général au Plan, Alain Etchegoyen, est remplacé par Sophie Boissard, maître des requêtes au Conseil d'État, ancienne directrice de cabinet du ministre délégué à l'Emploi, au Travail et à l'Insertion professionnelle des jeunes, Gérard Larcher.
Le 6 mars 2006, le décret no 2006-260 officialise la substitution du Centre d'analyse stratégique (CAS) au commissariat général au Plan. Sophie Boissard devient la première directrice du centre.
Le 23 avril 2013, le CAS est à son tour remplacé par France Stratégie (administrativement appelé « commissariat général à la Stratégie et à la Prospective », CGSP), qui remplace aussi le Conseil de l'emploi, des revenus et de la cohésion sociale (CERC). Cette fusion fait suite à un rapport de Yannick Moreau, remis le 4 décembre 2012 à Jean-Marc Ayrault.

## Liste des commissaires généraux puis commissaires au Plan
Seize hauts fonctionnaires se sont succédé à ce poste.

## Plans successifs
Le CGP a chapeauté la création de onze plans sur près d'un demi-siècle.

## Erreur dans les prévisions
Fin 2019, dans La Revue de l'énergie, François Moisan, ex-dirigeant de l'ADEME, revient sur les prévisions effectuées par le Commissariat général du Plan en 1997 et révèle qu'elles sont toutes fausses, par excès ou par défaut : population, croissance, prix du pétrole, taux de CO2, richesse produite par français, consommation électrique,.